# Latinský patriarchát konstantinopolský
Latinský patriarchát konstantinopolský je dnes již zaniklý titul patriarchy latinské (římskokatolické) církve, který vznikl v Konstantinopoli (dnešní Istanbul), když čtvrtá křížová výprava v roce 1205 dobyla Konstantinopol a vzniklo Latinské císařství. Pravoslavný patriarcha Ioannes X. Kamateros se vzdal své hodnosti a uprchl do Thrákie, načež v Nikáji císař Theodoros Laskaris ustanovil nikajského mnicha Michaela Autoreanose pravoslavným patriarchou. Vítězní křižáci ustanovili svým patriarchou Benátčana Tommaso Morosiniho, který se ujal církevní správy křižáckých území. Post měl být vyhrazen Benátčanům a nastal příliv latinských kněží, kteří nahrazovali pravoslavné. Po porážce Latinského císařství a obnově Byzance, se stal patriarchát pouze čestným titulem a sídlem titulárního patriarchy byla vatikánská bazilika sv. Petra v Římě, (oficiálním sídelním kostelem papeže je arcibazilika lateránská). V roce 1964 katolická církev tento titulární patriarchát zrušila, protože došlo k vzájemnému uznání papeže Pavla VI. a patriarchy Athenagora.
Je třeba poznamenat, že od roku 1742 se o římskokatolickou duchovní správu v Istanbulu stará Apoštolský vikariát v Istanbulu.